# Albino Mencarini
Albino Mancarini (Viterbo, Estados Pontificios, 29 de marzo de 1828 - Mar Rojo, 5 de diciembre de 1886) fue un diplomático y traductor español de origen italiano.

## Biografía
Estudiante de leyes en Roma, abandonó la universidad en 1848 para unirse a los voluntarios en la lucha contra los austríacos dirigidos por el Mariscal Joseph Radetzky en el reino lombardo-véneto. Albino luchó, junto a otros viterbianos, en Bolonia , fue herido en Cornuda y pasó un tiempo hospitalizado en Treviso, tras lo cual luchó en Venecia y, en 1849, se unió a las tropas regulares del coronel Piancini.
Emigrado a Grecia, se le invitó a unirse al consulado español en Jerusalén en 1854 en calidad de intérprete. Tras pasar a ocupar el cargo de vicecónsul en Jaffa y Alejandría (1860), donde nació su hijo Juan Mencarini, fue nacionalizado español en 1862. En 1865 fue nombrado cónsul de segunda clase de El Cairo y en 1866, de Singapur (inicialmente en comisión, aunque ocuparía el puesto durante diez años). Durante su estancia, Mencarini trataría de establecer acuerdos comerciales entre España y Siam, Annam y Camboya. En 1878, fue nombrado cónsul de primera clase en Hong Kong y cónsul interino de Xiamen (en la época, Emuy) entre 1884 y 1885.
Aunque en septiembre de 1886 se informaba de su restablecimiento de una dolencia que lo había apartado temporalmente del cargo, Albino moría a bordo del vapor Oxus en travesía por el Mar Rojo el 5 de diciembre, tras haber zarpado de Hong Kong junto a su esposa con dirección a Marsella.
Eduardo Toda refirió la fama de literato de Mencarini y sus traducciones de las odas de Píndaro, que serían publicadas póstumamente en 1888 con la asistencia de Menéndez Pelayo y Víctor Balaguer. Albino Mencarini también habría dominado el idioma malayo y el sánscrito, y al parecer a su muerte trabajaba en una traducción del poema sánscrito sobre el rey Nala.